# 민진 (가수)
민진(본명: 김민진, 1984년 7월 2일 ~)은 대한민국의 가수이다.

## 학력
- 2008년 ~ 2015년 동덕여자대학교 대학원 실용음악과 (졸업)
- 2004년 ~ 2008년 동덕여자대학교 실용음악과 (졸업)

## 경력
- 2006.1~2013.12 그룹 '버블 시스터즈' 멤버